# Keyes (Oklahoma)
Keyes es un pueblo ubicado en el condado de Cimarron en el estado estadounidense de Oklahoma. En el año 2010 tenía una población de 324 habitantes y una densidad poblacional de 324 personas por km².

## Geografía
Keyes se encuentra ubicado en las coordenadas 36°48′30″N 102°15′00″O / 36.808333, -102.25.

## Demografía
Según la Oficina del Censo en 2000 los ingresos medios por hogar en la localidad eran de $25,893 y los ingresos medios por familia eran $35,417. Los hombres tenían unos ingresos medios de $24,286 frente a los $18,125 para las mujeres. La renta per cápita para la localidad era de $16,662. Alrededor del 17.0% de la población estaban por debajo del umbral de pobreza.